# Ingelrii

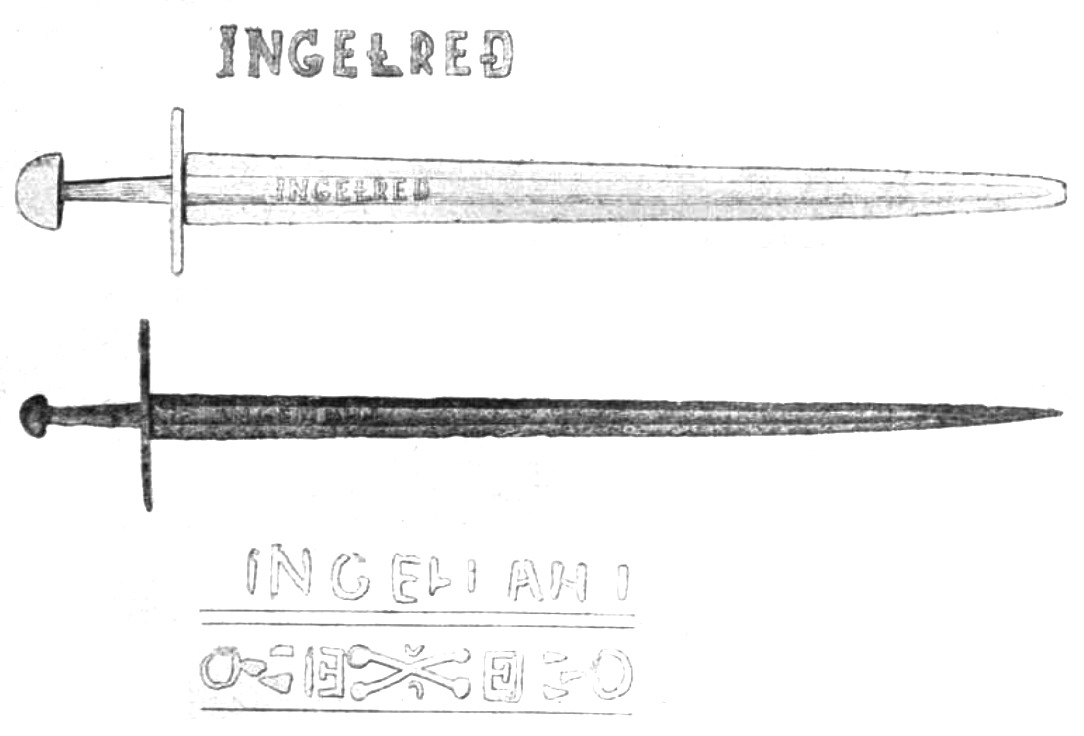
Zeichnungen zweier Schwerter der Ingelrii-Gruppe (nach Anders Lorange, Den yngre jernalders sværd, 1889).
Oben: das in der Isac bei Nantes gefundene Schwert, datiert auf das 10. Jahrhundert, mit Klingeninschrift (nach Lorange) INGELRED FIT.
Unten: das in der Fyris bei Uppsala gefundene hochmittelalterliche (11. oder 12. Jahrhundert) Schwert mit Inschrift INGEL.AH. und charakteristischem Ornament auf der Rückseite der Klinge.

Die Ingelrii-Gruppe besteht aus etwa 20 bekannten mittelalterlichen Schwertern aus dem 10. bis 12. Jahrhundert mit tauschierter Klingeninschrift INGELRII. Sie ist vergleichbar mit der älteren, wesentlich besser belegten Ulfberht-Gruppe (9. bis 11. Jahrhundert, etwa 170 bekannte Exemplare).

## Inschriftenschwerter
Die Inschriften Ingelrii und Ulfberht werden als Namen von Klingenschmieden gedeutet, also eine Herstellerangabe, die aber während mehr als 200 Jahren, weit über die Lebenszeit der ursprünglichen Namensträger, als eine Art Qualitätsmarke weiterverwendet wurde. Im Vergleich zu den Ulfberht-Inschriften sind die Ingelrii-Inschriften im Allgemeinen besser lesbar und erscheinen ohne Kreuzzeichen.
Peirce (2002) deutet das Auftreten der Ingelrii-Klingen im 10. Jahrhundert als die Gründung eines „Konkurrenzunternehmens“ zur Ulfberht-Schmiede. Es stammen allerdings nicht alle Stücke aus einer einzigen Werkstatt, anscheinend wurden qualitätvolle Namen auch imitiert bzw. „gefälscht“.
Inschriften auf Schwertern wurden aufgebracht, indem man sie mit einem Stichel aushob und tauschierte. Dazu wurden andersfarbige Metalldrähte hineingehämmert und die Oberfläche anschließend verschliffen.
Vergleichbar sind die Gicelin-Schwerter des Hochmittelalters; drei Schwerter mit Varianten der Inschrift GICELIN ME FECIT, nebst einigen anderen me-fecit-Inschriften aus dem Hochmittelalter, wie BENNO ME FECIT (Fund aus der Schwinge bei Stade) oder NISO ME FET.

## Individuelle Ingelrii-Schwerter
Beispiele von Ingelrii-Schwertern sind:
- Statens Historiska Museum, Stockholm, ein Schwert aus dem frühen 10. Jahrhundert, gefunden in Sigridsholm, nördlich von Stockholm. Die Inschrift INGRLRIIMEFECIT etabliert den Eigennamen Ing[e]lrii als Herstellerangabe.[5]
- Das Schwert von Flemma, Norwegen, Inschrift INGELRIH FECIT.[6]
- Ein Schwert aus dem 10. Jahrhundert, gefunden in der Isac bei Nantes, in  Privatbesitz; Inschrift INGELRED (oder INGELRII?).[7]
- gefunden in London, in der Themse bei Temple (Inschrift INGELRII).[3]
- British Museum (1856,7-11404), London, gefunden in der Themse bei Kings Reach, 10. oder 11. Jahrhundert, Knauf: Petersen Typ Z, Inschrift INGELRII.[8]
- British Museum (1891, 09-05 3), London, gefunden in der Themse bei Kew, datiert auf das 10. Jahrhundert, Länge: 75,3 cm, Knauf: Petersen Typ Q. Auf der Vorderseite der Klinge die Inschrift INGELRII; die Rückseite der Klinge war auch beschriftet, nun aber kaum lesbar (versuchsweise gelesen als SITANBI oder IBNATIS).[9]
- London Museum (A2373), gefunden in der Themse bei Vauxhall, Wandsworth Reach; Länge 88,2 cm (Klinge 74,2 cm), Inschrift INGELRII.[10]
- Kelvingrove Art Gallery and Museum, Glasgow  (A.1966.17), 10. Jahrhundert, Länge 70,0 cm, Gewicht 1,060 kg; Inschrift INGELRII.[11]
- Statens Historiska Museum, Stockholm, ein Schwert aus dem 11. oder 12. Jahrhundert, gefunden in der Fyris bei Uppsala, mit schwer leserlicher Inschrift INGEL.AH. und charakteristischer Ornamentik auf der Klingenrückseite.
- Das gut erhaltene „Schwert aus dem Teufelsmoor“ (Niedersachsen), datiert auf das 11. Jahrhundert, Niedersächsisches Landesmuseum Hannover, Länge: 83 cm,  Inschrift INGELRII.[12]
- Schwert aus Marin (Kanton Neuenburg), Schweizerisches Landesmuseum (Inschrift INGELRII)
- Ein in der Nähe von Dresden gefundenes Schwert trägt auf der einen Seite der Klinge die Inschrift INGELRII, auf der anderen HOMODEI (viz. homo dei, eine Bezeichnung für Kreuzfahrer).[1]
- Ein exzeptionelles Beispiel, gefunden bei Wisbech, trägt auf der einen Seite der Klinge die Inschrift INGELRII und auf der anderen Seite die Inschrift ULFBERHT.[13]
- Bayerisches Nationalmuseum, München, gefunden in der Donau nahe   Hilgartsberg.